# Sexenni Democràtic

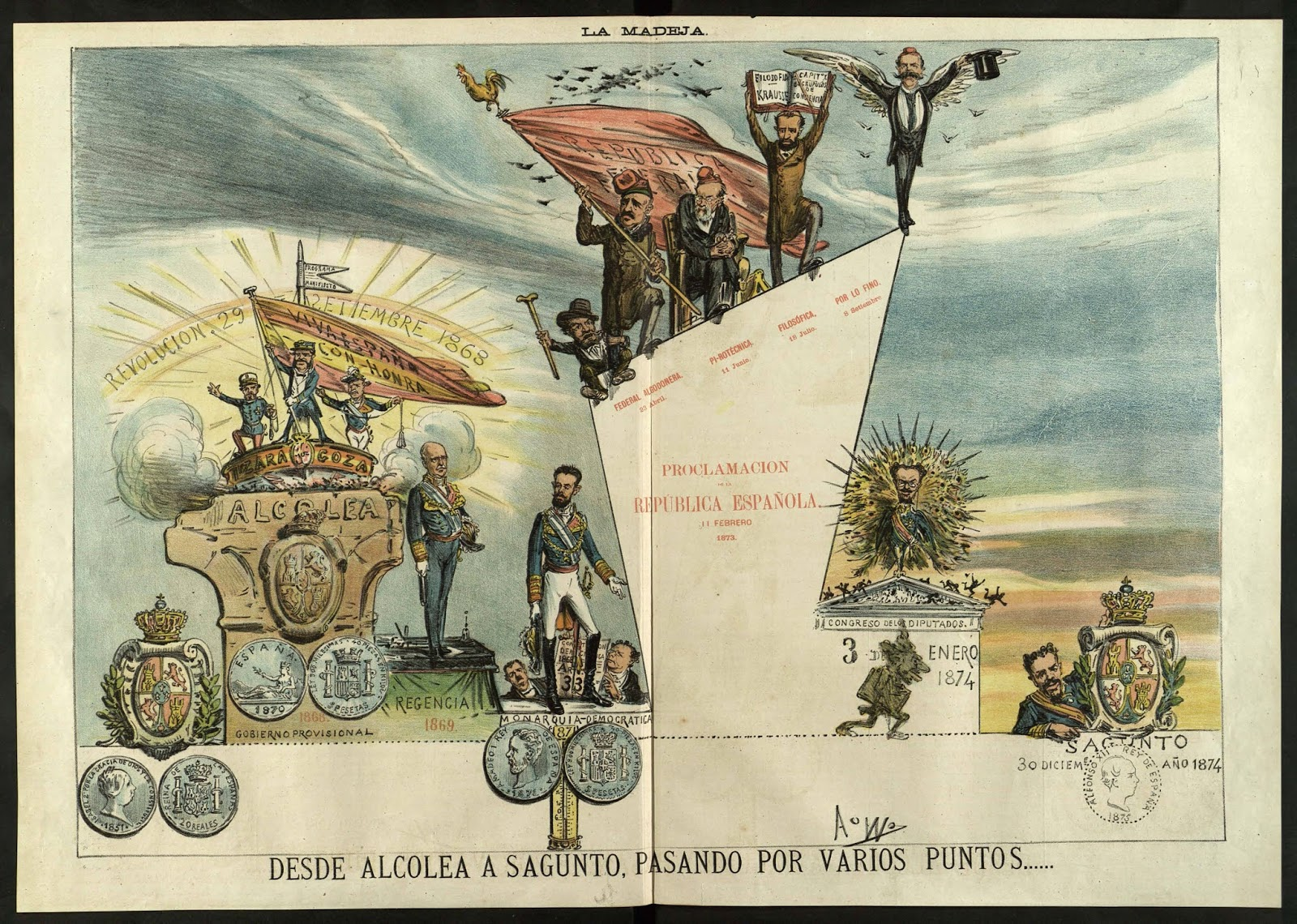
Caricatura respecte a les etapes del Sexenni Democràtic públicat a la revista barcelonina La Flaca amb la capçalera de “La Madeja”, al 1874

El Sexenni Democràtic o Sexenni Revolucionari és un període històric de la història d'Espanya comprès entre la Revolució de 1868, que suposà la fi del regnat d'Isabel II d'Espanya i la Restauració de la dinastia borbònica el gener del 1875. Aquesta etapa de la història espanyola es pot considerar un fet homòleg a la primavera dels pobles que visqueren les nacions europees; arribada, com molts altres fets o corrents, amb un cert retard a la península.

## El Govern provisional i la Constitució Espanyola de 1869

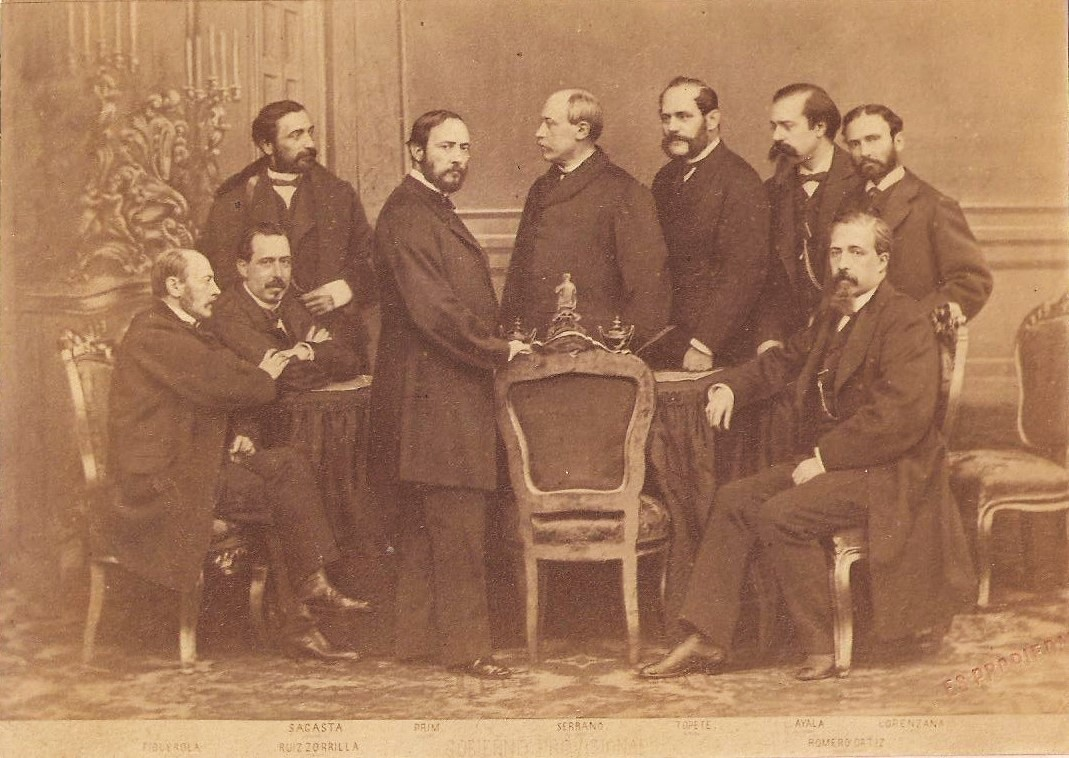
Govern Provisional, 1869. Figuerola, Sagasta, Ruiz Zorrilla, Prim, Serrano, Topete, López Ayala, Romero Ortiz i Lorenzana (foto de J. Laurent).

L'any 1866, tot un conjunt d'opositors al règim monàrquic d'Isabel II acordaren l'anomenat pacte d'Oostende, tractat amb el qual pretenien posar fi a la dinastia borbònica, així com amb el seu contemporani govern corrupte de Narváez. Com a resultat d'aquest pacte, al setembre de 1868, a Cadis, s'inicià la coneguda Revolució de 1868, també dita La Gloriosa. A part de ser un aixecament militar liderat per Joan Prim i Francisco Serrano, cal tenir present el suport de la població, car en molts pobles la ciutadania ocupà els carrers amb el crit de "Morin els Borbons!". Havent triomfat a Revolució de 1868 a Espanya i la fugida d'Isabel II va donar lloc a un Govern Provisional presidit per Serrano, i del que també en formaven part els militars signants del Pacte d'Oostende. Ràpidament es va encarregar de dissoldre la Milícia Nacional i les Juntes revolucionàries. En la seva composició, Serrano (unionista) va assumir la Presidència del Govern, Joan Prim (progressista) el Ministeri de la Guerra, i Sagasta (també progressista) el Ministeri de Governació, quedant fora els demòcrates, que acabaran per desaparèixer passant els seus membres a diferents formacions polítiques. La convocatòria a Corts Constituents es va fer, per primera vegada, mitjançant eleccions per sufragi universal masculí (majors de 25 anys). Va votar el 70% del cens. La composició política del Parlament va quedar de la següent manera: progressistes (159); unionistes (69); republicans federals (69); demòcrates (20); carlins (18); isabelins o liberals moderats (14), i republicans unitaris (2). El nou Parlament, amb una àmplia majoria monàrquica, establí com a forma de govern una monarquia constitucional i elaborà la Constitució Espanyola de 1869.
Després del triomf de la Revolució de 1868, amb l'arribada a el poder del liberalisme, s'implanta a Espanya la llibertat total d'ensenyament com a primer pas cap a la supressió de l'ensenyament estatal. La descentralització va produir, però, efectes oposats als buscats, i les províncies i alguns municipis van crear amb fons públics, universitats i instituts de segon ensenyament i no escoles per les classes populars, i en altres municipis rurals es van acomiadar mestres i van tancar escoles, o contractar per un menor salari mestres sense títol. Només uns mesos després d'haver-se aprovat el decret-llei de llibertat d'ensenyament, el mateix ministre que l'havia signat, Manuel Ruiz Zorrilla, renunciava el liberalisme teòric i afirmava que considerava necessari un període de dictadura, més o menys llarga, perquè tots els espanyols sabessin llegir i escriure.
El triomf en les eleccions dels partits que defensaven la monarquia com a forma de govern, tal com es va recollir en l'article 33 de la Constitució Espanyola de 1869: «La forma de gobierno de la Nación Española es la Monarquía», fet que va obligar el nou govern a trobar un nou rei. Mentrestant, aplicant la constitució, Serrano assumí la Regència. Hi va haver diversos i variats candidats, com el portuguès Fernando de Saxònia-Coburg-Gotha que va rebutjar l'oferiment; Antonio d'Orleans, duc de Montpensier, casat amb la infanta Luisa Fernanda germana d'Isabel II i fill del rei francès Lluís Felip d'Orleans, però la candidatura no va prosperar en matar en un duel a l'infant Enric de Borbó, germà de l'espòs d'Isabel II. L'alemany Leopold de Hohenzollern Sigmaringen, comptava amb el valuós suport del canceller Otto von Bismarck. No obstant això, Napoleó III el va vetar tement que França quedés entre dues monarquies Hohenzollern. Enmig d'aquest enfrontament es va presentar el Telegrama d'Ems que va deslligar la Guerra francoprussiana de 1870 El futur Alfons XII no va ser acceptat per Prim a causa del nefast record del regnat de l'últim Borbó, la seva mare Isabel II. Una dificultat inherent al canvi de règim va ser trobar un rei que acceptés el càrrec, ja que Espanya en aquests temps era un país que havia estat portat a l'empobriment ia un estat convuls, i es buscava un candidat demòcrata.

## La reivindicació federalista de 1869 i l'Estado Catalán

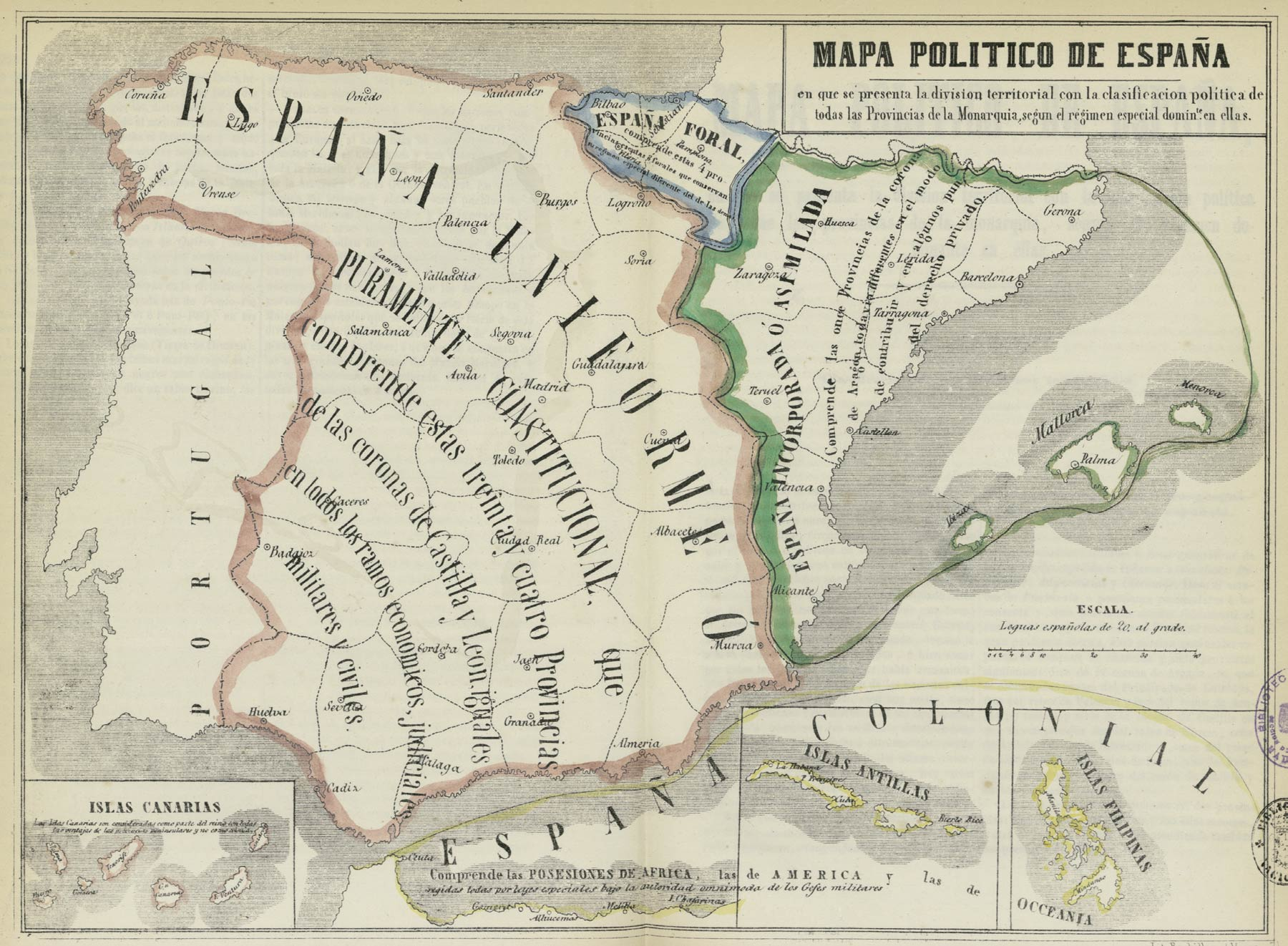
Mapa polític d'Espanya de 1852. El mapa identifica políticament els territoris «purament constitucionals» (Corona de Castella), els territoris «forals» (País Basc i Navarra), els territoris «colonials» (Marroc, Filipines i Cuba), i els «territoris assimilats» (Corona d'Aragó).

Les causes de l'aixecament es troben en el malestar dels republicans federals amb el govern provisional, que volia restaurar la monarquia, i que foren esperonades pel desarmament dels Milícia Nacional la tardor de 1869. Val a dir que a les eleccions generals espanyoles de 1869 els federals havien obtingut a Catalunya 28 escons dels 37 en joc (13 de 16 a la província de Barcelona, 5 dels 7 de Girona, els 7 de Lleida, i 3 dels 7 de Tarragona), mentre a la resta d'Espanya n'aconseguien només 57 dels 304 possibles. Els principals aixecaments es produïren entre setembre i octubre de 1869 a Barcelona, Vilanova i la Geltrú, Igualada i l'Empordà, i s'expandiren a Saragossa i València. El desarmament dels Voluntaris de la Llibertat, però, evità la seva extensió a Málaga i Cadis, on Fermín Salvochea Álvarez era en revolta a la Serralada des de desembre de 1868. A Madrid es formà una Junta encapçalada per Francisco Córdoba López, membre des de febrer de 1869 de l'Aliança Internacional de la Democràcia Socialista. El 19 de setembre de 1869 es va dur a terme un gran míting republicà a la plaça del Rastre de Tortosa, on hi participaren el general Blas Pierrad Alcedar, Josep Cristòfol Sorní i Grau i l'alcalde Manuel Bes i Hediger. El governador civil de Tarragona va respondre el 22 de setembre amb l'empresonament del general Pierrad al castell de la Suda. Això provocà l'inici d'una revolta, a la que el governador civil contestà amb la destitució de l'ajuntament de Tortosa i el desarmament dels Milícia Nacional. Però el dia 25 els aldarulls s'havien estès a Barcelona, el 27 a les comarques centrals catalanes i l'1 d'octubre a Reus, Valls, Montblanc, Lleida i Tortosa. A Barcelona, el Club dels Federalistes i el seu periòdic El Estado Catalán havia protestat pel decret de la Junta Revolucionaria de Madrid que dissolia les juntes revolucionàries locals i demana a la de Barcelona que no acceptés el decret els federals. El març de 1869 Baldomer Lostau i Prats i Josep Tomàs i Salvany presentaren una proposta a la Diputació de Barcelona demanant l'elevació d'un escrit a les Corts exigint la supressió de les quintes. El maig de 1869 Valentí Almirall havia patrocinat el Pacte de Tortosa entre dirigents federalistes d'Aragó, Catalunya, País Valencià i les Illes Balears. Però l'alçament de 1869 fracassà degut en bona part per l'ambigüitat del Partit Republicà Democràtic Federal en les qüestions socials i la seva divisió entre intransigents i possibilistes. Això desenganyà la major part dels republicans intransigents sobre les possibilitats d'èxit de la via insurreccional, concretades després del fracàs definitiu de la insurrecció cantonalista. D'aquesta manera s'imposaren a la direcció del partit els partidaris de la via electoral.

## Regnat d'Amadeu I d'Espanya

Escut d'armes d'Amadeu I d'EspanyaLa flor de lis borbònica fou substituïda per la creu de Savoia, i es recuperaren els senyals de la Corona d'Aragó i Navarra.

Finalment van trobar al seu monarca en la persona del duc d'Aosta, Amadeu de Savoia, fill del rei d'Itàlia, que ho reunia tot per al càrrec: procedent d'una antiga dinastia (enllaçada amb l'espanyola) progressista i catòlic. Va ser Amadeu el primer rei d'Espanya elegit en un Parlament, fet que per als monàrquics sempre significà una greu ofensa. El 16 de novembre de 1870 van votar els diputats: 191 a favor d'Amadeu de Savoia, 60 per la República federal, 27 pel duc de Montpensier, 8 per l'ancià general Espartero, 2 per la República unitària, 2 per Alfons de Borbó, 1 per una República indefinida i 1 per la infanta Maria Luisa Fernanda, germana d'Isabel II; hi va haver 19 paperetes en blanc. D'aquesta manera el president de les Corts, Manuel Ruiz Zorrilla, va declarar: « Queda elegit Rei dels espanyols el senyor duc d'Aosta». Immediatament, una comissió parlamentària es va dirigir a Florència per donar part al duc, el 4 desembre accepta oficialment aquesta elecció, embarcant poc després rumb a Espanya. Mentre Amadeu I viatjava a Madrid per a prendre possessió del seu càrrec, el general Joan Prim, el seu principal valedor, va morir el 30 des per les ferides sofertes en un atemptat tres dies abans a Madrid.

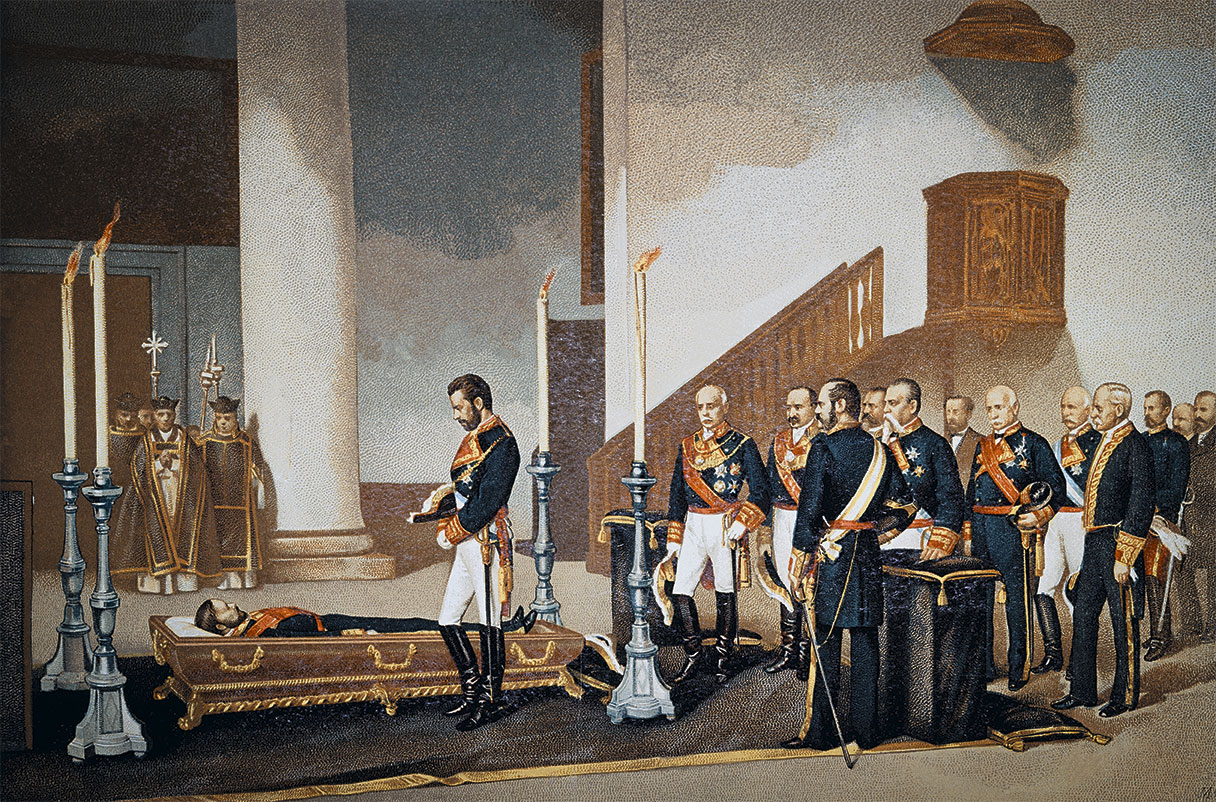
Amadeu I front al féretre del general Prim. Obra pel pintor alacantí Antoni Gisbert al 1870.

Després d'això Amadeu I d'Espanya va tenir serioses dificultats, perquè va comptar amb el rebuig sistemàtic tant de carlins i com de republicans, cadascun per raons inherents als seus interessos, però també de l'aristocràcia borbònica, que el veia com un estranger, de l'Església per donar suport a les desamortitzacions i per ser el fill del monarca que havia clausurat els Estats Pontificis, i també del poble pel seu escàs do de gents i dificultat per a aprendre el castellà. La situació d'inestabilitat política per les conspiracions republicanes, la Tercera guerra carlina, el separatisme de Cuba, les disputes entre els seus propis aliats, i algun intent d'assassinat conduïren a una situació insostenible. Hi va haver sis ministeris en els poc més de dos anys que va durar el seu regnat, creixent cada vegada més l'abstenció, i un intent d'assassinat contra el seu persona el 19 juliol de 1872. El 1873, i arran d'un conflicte entre Ruiz Zorrilla i el Cos d'Artillers, el president va manifestar la seva decisió ferma de dissoldre aquest organisme militar, mentre part de l'exèrcit va proposar a Amadeu I que prescindís de les Corts i governés de manera autoritària. L'11 de febrer de 1873 Amadeu I va renunciar al tron i, sense esperar l'autorització dels diputats, va marxar a l'Ambaixada italiana. Deia en el seu discurs de renúncia:
| « | Dos anys llargs fa que porto la corona d'Espanya, i Espanya viu en constant lluita, veient cada dia més llunyana l'era de pau i de ventura que tan ardentment anhelo. Si fossin estrangers els enemics de la seva dita, llavors, al capdavant d'aquests soldats tan valents com soferts, seria el primer a combatre'ls, però tots els que amb l'espasa, amb la ploma, amb la paraula agreugen i perpetuen els mals de la nació són espanyols, tots invoquen el dolç nom de la pàtria, tots barallen i s'agiten pel seu bé, i entre el fragor del combat, entre el confús, atronador i contradictori clam dels partits, entre tantes i tan oposades manifestacions de l'opinió pública, és impossible afirmar quina és la veritat, i més impossible encara és trobar remei per tals mals. Els he buscat àvidament dins de la llei i no els he trobat. Fora de la llei no els buscarà qui ha promès observar la llei. | » |

Aquell mateix dia el Congrés i Senat es van unir junts a deliberar (contravenint l'article 47 de la Constitució) i, malgrat els intents de Ruiz Zorrilla per demanar temps per convèncer el monarca que tornés, una aliança entre republicans i part dels radicals (majoria) va donar per vàlida la renúncia al tron i es va proclamar la Primera República Espanyola.

## La I República
En vista de tot el desgavell, els polítics republicans aconseguiren convèncer la resta de diputats que l'alternativa era la república, la qual es va constituir al febrer de 1873 i va tenir de primer president el català Estanislau Figueras, home feble que rebia el suport dels republicans unitaris. El mes de juny, les Corts Constituents, que preparaven una nova Constitució de caràcter republicà federal, nomenen de President Francesc Pi i Margall, un ferm federalista. Aquest resultà un valuós intel·lectual i capaç home d'estat però que es va veure sobrepassat pels esdeveniments, que va desenvolupar el fallit Projecte de Constitució Espanyola de 1873.
Tanmateix, la República espanyola es trobà amb un gran nombre de dificultats; en primer lloc, la gran majoria de polítics i de la població en desconfiaven mentre que la jerarquia eclesiàstica, els carlins i altres conservadors hi estaven clarament en contra; per altra banda, els camperols veieren en la república la possibilitat d'una reforma agrària, fet que els governs republicans ni es van plantejar, i els obrers sortiren a ocupar els carrers; a tot això, cal afegir-hi, a més a més, les confrontacions entre els republicans unitaris i els federalistes i cantonalistes, així com l'intent de Catalunya de crear un Estat Català dins de la República Federal Espanyola.
Com a resultat, el gener de 1874, Manuel Pavía va fer un pronunciament en què lliurà el poder al general Francisco Serrano, que governà de forma dictatorial durant 12 mesos; finit aquest temps, Arsenio Martínez-Campos Antón realitzà un pronunciament a Sagunt, i el 29 de desembre de 1874 es proclamà rei Alfons XII, fill d'Isabel II, amb què es tornava a la monarquia borbònica que va iniciar l'època de la Restauració.